# Ручкин, Архип Иванович
Архи́п Ива́нович Ру́чкин (19 сентября 1898, дер Низовка, Саратовская губерния — 8 ноября 1979, Москва) — советский военачальник, генерал-лейтенант (1944).

## Биография
Архип Иванович Ручкин родился 19 сентября 1898 года в деревне Низовка ныне Самойловского района Саратовской области.

### Первая мировая и гражданская войны
В 1917 году был призван в ряды Русской императорской армии, после чего был направлен рядовым на Румынский фронт.
В октябре 1918 года вступил в ряды РККА, после чего был направлен красноармейцем в Вольский запасной батальон, а затем в Чрезвычайный заградительный отряд № 2 особого отдела 9-й армии. С июня 1919 года, находясь на должностях командира взвода 201-го стрелкового полка, младшего командира и командира взвода 473-го пограничного полка, принимал участие в боевых действиях на Южном фронте против войск под командованием генерала А. И. Деникина.
В апреле 1920 года был назначен на должность командира взвода в составе Орловских пехотных курсов. В июне того же года после мобилизации курсов Ручкин был направлен во 2-ю Московскую бригаду курсантов, после чего принимал участие в боевых действиях на Южном фронте против войск под командованием генерала П. Н. Врангеля, а затем — в боевых действиях на территории Эстонии и в советско-польской войне.
В августе 1920 года был направлен на учёбу с одновременным назначением на должность командира взвода Орловских пехотных, а затем 7-х Армавирских пехотных курсов, после окончании которых в июле 1921 года был назначен на должность командира взвода на этих же пехотных курсах.

### Межвоенное время
В сентябре 1922 года был направлен на учёбу в Высшую военную объединённую школу Западного фронта, а затем на повторные курсы этого же фронта. После окончания учёбы с апреля 1923 года Ручкин служил в 11-м стрелковом полку (4-я стрелковая дивизия, Белорусский военный округ) на должностях командира взвода и исполняющего должности помощника начальника пулемётной команды и помощника начальника пулемётной роты. С мая по июнь 1924 года исполнял должность начальника пулемётной команды 5-й корпусной школы по подготовке младшего комсостава. В 1928 году окончил курсы усовершенствования комсостава «Выстрел» и в мае 1929 года был назначен на должность командира пулемётной роты и помощника начальника штаба 23-го стрелкового полка (8-я стрелковая дивизия).
В 1931 году вступил в ряды ВКП(б) и в апреле того же года был направлен на учёбу в Военную академию имени М. В. Фрунзе, после окончания которой в 1934 году был назначен на должность начальника штаба 103-го стрелкового полка (35-я стрелковая дивизия), а с февраля 1935 года служил в штабе ОКДВА на должностях помощника начальника 3-го отделения, старшего помощника начальника 1-го отделения 1-го отдела и начальника 3-го отделения этого же отдела.
В октябре 1938 года был назначен на должность преподавателя общей тактики, а в апреле 1941 года — на должность преподавателя кафедры службы штабов Военной академии имени М. В. Фрунзе.

### Великая Отечественная война
В октябре 1941 года Ручкин был назначен на должность начальника оперативного отдела оперативной группы линии обороны Орловского военного округа, в феврале 1942 года — на должность помощника и старшего помощника начальника оперативного отдела Западного направления, в мае — на должность старшего помощника начальника оперативного отдела Западного фронта, с июня — заместитель по ВПУ начальника оперативного отдела штаба фронта.
С сентября 1942 по апрель 1943 года состоял для особых поручений при заместителе Верховного Главнокомандующего Красной Армией в ходе уничтожения группировки противника, находившейся в окружении под Сталинградом, а с января 1943 года на Воронежском фронте принимал участие в ходе подготовки и проведения Острогожско-Россошанской, Воронежско-Касторненской и Харьковской наступательных операций.
В апреле 1943 года Архип Иванович Ручкин был назначен на должность генерала для особых поручений Генерального штаба Красной Армии, после чего принимал участие в ходе подготовки и проведении Донбасской и Мелитопольской наступательных операций Южного и Юго-Западного фронтов вплоть до выхода войск фронтов ко Днепру.
С 8 февраля 1944 года исполнял должность командира 31-го гвардейского стрелкового корпуса, который принимал участие в ходе Никопольско-Криворожской, Одесской и Березнеговато-Снигиревской наступательных операций. В мае того же года был назначен на должность командира 22-го гвардейского стрелкового корпуса, участвовавшего в ходе Белорусской, Витебско-Оршанской, Полоцкой, Шяуляйской и Режицко-Двинской наступательных операций. В конце июня корпус прорвал оборону противника северо-западнее Витебска и за последующие два дня последующего наступления прошёл с боями на глубину 20—40 км, выйдя к реке Западная Двина. Вскоре во время Полоцкой операции корпус штурмом освободил Полоцк, важный укреплённый узел. Во время Шяуляйской операции корпус под командованием Ручкина освободил город Зарасай и вскоре вышел к реке Муша западнее города Биржай.
С декабря 1944 года временно исполнял должность заместителя командующего войсками 4-й ударной армией, после чего принимал участие в подготовке и проведении наступательных боевых действий на реке Вента и под Мемелем. В феврале 1945 года был вновь назначен на должность командира 22-го гвардейского стрелкового корпуса, который вскоре принимал участие в ходе боевых действий против группировки противника, блокированной на Курляндском полуострове.

### Послевоенная карьера
После окончания войны находился на прежней должности. В октябре 1945 года был назначен на должность заместителя командующего войсками Прибалтийского военного округа по вузам, а в декабре 1946 года — на должность командира 2-го гвардейского стрелкового корпуса.
В июне 1950 года был направлен на учёбу на высшие академические курсы при Высшей военной академии имени К. Е. Ворошилова, после окончания которых в августе 1951 года был назначен на должность помощника главнокомандующего Центральной группы войск, в июне 1954 года — на должность генерала-инспектора общевойсковых соединений Главной инспекции Министерства обороны СССР, в апреле 1955 года — на должность заместителя генерал-инспектора Инспекции Сухопутных войск, в июне 1956 года — на должность старшего военного советника командующего войсками военного округа Национальной народной армии ГДР, а в марте 1959 года — на должность старшего преподавателя кафедры оперативного искусства Военной академии Генерального штаба.
Генерал-лейтенант Архип Иванович Ручкин в январе 1961 года вышел в отставку. Умер 8 ноября 1979 года в Москве.

## Награды
- Орден Ленина;
- Три ордена Красного Знамени;
- Два ордена Суворова 2 степени;
- Орден Богдана Хмельницкого 2 степени;
- Медали.

## Воинские звания
- Генерал-майор (19 января 1943 года);
- Генерал-лейтенант (13 сентября 1944 года).